# Kikanlanden
Kikanlanden är öar i Finland. De ligger i Finska viken och i kommunen Raseborg i den ekonomiska regionen  Raseborg i landskapet Nyland, i den södra delen av landet. Öarna ligger omkring 69 kilometer väster om Helsingfors.
Arean för den av öarna koordinaterna pekar på är 2,1 hektar och dess största längd är 290 meter i sydöst-nordvästlig riktning.